# Elezioni europee del 1989
Le elezioni europee del 1989 si svolsero tra il giugno ed il luglio 1989 per l'elezione della III legislatura del Parlamento europeo. Rispetto alle precedenti consultazioni, in questa tornata erano chiamati alle urne anche gli spagnoli ed i portoghesi. Le elezioni furono vinte dal gruppo Socialista con 180 seggi, davanti al Partito Popolare Europeo che ne ottenne 121.

## Sistema di voto
Non vi fu un sistema di voto unico per tutti gli stati membri ma ognuno di essi adottò un proprio metodo, stabilito con legge nazionale.
Il Regno Unito utilizzò in Inghilterra, Galles e Scozia un sistema di voto uninominale a un turno (first-past-the-post), formato da 78 circoscrizioni, mentre in Irlanda del Nord vennero assegnati 3 seggi con sistema proporzionale. Il Belgio, l'Irlanda e l'Italia usarono un sistema proporzionale con suddivisione del territorio in circoscrizioni. La Danimarca, la Francia, la Germania Ovest, la Grecia, il Lussemburgo, i Paesi Bassi, il Portogallo e la Spagna utilizzarono un sistema proporzionale unico nazionale, anche se nel caso della Germania Ovest i tre seggi spettanti alla zona di Berlino Ovest non furono eletti direttamente ma vennero scelti dalla Camera dei Rappresentanti di Berlino, dato lo status particolare della città.

### Distribuzione dei seggi
La distribuzione dei 518 seggi, era stabilita in base alla popolazione degli Stati membri:
| Stato          | Seggi |
| -------------- | ----- |
| Francia        | 81    |
| Germania Ovest | 81    |
| Italia         | 81    |
| Regno Unito    | 81    |
| Spagna         | 60    |
| Paesi Bassi    | 25    |
| Belgio         | 24    |
| Grecia         | 24    |
| Portogallo     | 24    |
| Danimarca      | 16    |
| Irlanda        | 15    |
| Lussemburgo    | 6     |
| Totale         | 518   |

## Gruppi politici
| Gruppo                    | Gruppo                                           | Capogruppo               | Seggi | +/- seggi |
| ------------------------- | ------------------------------------------------ | ------------------------ | ----- | --------- |
|                           | Gruppo Socialista (SOC)                          | Jean-Pierre Cot          | 180   | 50        |
|                           | Gruppo del Partito Popolare Europeo (PPE)        | Egon Klepsch             | 121   | 11        |
|                           | Gruppo Liberale, Democratico e Riformatore (LDR) | Valéry Giscard d'Estaing | 49    | 18        |
|                           | Democratici Europei (DE)                         | Christopher Prout        | 34    | 17        |
|                           | Gruppo Verde (GV)                                | Maria Amélia Santos      | 30    | 30        |
|                           | Sinistra Unitaria Europea (GUE)                  | Luigi Alberto Colajanni  | 28    | nuovo     |
|                           | Alleanza Democratica Europea (ADE)               | Christian de La Malène   | 20    | 9         |
|                           | Gruppo Tecnico delle Destre Europee (GTDE)       | Jean-Marie Le Pen        | 17    | 1         |
|                           | Coalizione delle Sinistre (CG)                   | René-Emile Piquet        | 14    | nuovo     |
|                           | Gruppo Arcobaleno (ARC)                          | Jaak Vandemeulebroucke   | 13    | 7         |
|                           | Non iscritti (NI)                                |                          | 12    | 5         |
| Totale                    | Totale                                           | Totale                   | 518   | 84        |
| Fonte: Parlamento europeo |                                                  |                          |       |           |

| Riepilogo dei seggi (+/- elezioni 1984) | Riepilogo dei seggi (+/- elezioni 1984) | Riepilogo dei seggi (+/- elezioni 1984) | Riepilogo dei seggi (+/- elezioni 1984) | Riepilogo dei seggi (+/- elezioni 1984) | Riepilogo dei seggi (+/- elezioni 1984) | Riepilogo dei seggi (+/- elezioni 1984) |
| --------------------------------------- | --------------------------------------- | --------------------------------------- | --------------------------------------- | --------------------------------------- | --------------------------------------- | --------------------------------------- |
|                                         |                                         |                                         |                                         |                                         |                                         |                                         |
| GUE                                     | 28                                      | Nuovo                                   |                                         | CG                                      | 14                                      | Nuovo                                   |
| SOC                                     | 180                                     | ▲ 50                                    |                                         | GV                                      | 30                                      | Nuovo                                   |
| ARC                                     | 13                                      | ▼ 7                                     |                                         | NI                                      | 12                                      | ▲ 5                                     |
| LDR                                     | 49                                      | ▲ 18                                    |                                         | PPE                                     | 121                                     | ▲ 11                                    |
| DE                                      | 34                                      | ▼ 17                                    |                                         | ADE                                     | 20                                      | ▲ 9                                     |
| GDTE                                    | 17                                      | ▲ 1                                     |                                         |                                         |                                         |                                         |

## Ripartizione dei seggi
| Stato                      | SOC              | PPE          | LDR           | DE       | GV                             | GUE    | ADE           | GTDE   | CG    | ARC           | NI                 | Totale |
| -------------------------- | ---------------- | ------------ | ------------- | -------- | ------------------------------ | ------ | ------------- | ------ | ----- | ------------- | ------------------ | ------ |
| Belgio (risultati)         | 5 PS 3 SP-A      | 5 CVP 2 PSC  | 2 PVV 2 PRL   |          | 1 AGALEV 2 Ecolo               |        |               | 1 VB   |       | 1 VU          |                    | 24     |
| Danimarca (risultati)      | 4 SD             | 2 CD         | 3 Venstre     | 2 KF     |                                | 1 SF   |               |        |       | 4 FolkeB      |                    | 16     |
| Francia (risultati)        | 22 PS-MRS        | 6 UDF        | 12 UDF 1 CNIP |          | 8 Verdi                        |        | 12 RPR 1 CNIP | 10 FN  | 7 PCF | 1 Verdi       | 1 (Ind.)           | 81     |
| Germania Ovest (risultati) | 31 SPD           | 25 CDU 7 CSU | 4 FDP         |          | 8 Verdi                        |        |               | 6 Rep. |       |               |                    | 81     |
| Grecia (risultati)         | 9 PASOK          | 10 ND        |               |          |                                | 1 EAR  | 1 Diana       |        | 3 KKE |               |                    | 24     |
| Irlanda (risultati)        | 1 Labour         | 4 FG         | 1 PD 1 Ind.   |          |                                |        | 6 FF          |        | 1 WP  | 1 Ind.        |                    | 15     |
| Italia (risultati)         | 12 PSI 2 PSDI    | 26 DC 1 SVP  | 3 PLI-PRI     |          | 3 Verdi 2 VA 1 DP 1 Antiproib. | 22 PCI |               |        |       | 2 Lega 1 Fed. | 1 PLI-PRI 4 MSI-DN | 81     |
| Lussemburgo (risultati)    | 2 LSAP           | 3 CSV        | 1 DP          |          |                                |        |               |        |       |               |                    | 6      |
| Paesi Bassi (risultati)    | 8 PvdA           | 10 CDA       | 3 VVD 1 D66   |          | 2 GL                           |        |               |        |       |               | 1 RPF-GPF-SGP      | 25     |
| Portogallo (risultati)     | 8 PS             | 3 CDS-PP     | 9 PSD         |          | 1 PEV                          |        |               |        | 3 PCP |               |                    | 24     |
| Regno Unito (risultati)    | 45 Labour 1 SDLP | 1 UUP        |               | 32 Cons. |                                |        |               |        |       | 1 SNP         | 1 DUP              | 81     |
| Spagna (risultati)         | 27 PSOE          | 15 PP 1 UDC  | 5 CDS 1 CDU   |          | 1 EE                           | 4 IU   |               |        |       | 1 PA 1 EA     | 2 ARM 1 EAJ 1 HB   | 60     |
| Totale                     | 180              | 121          | 49            | 34       | 30                             | 28     | 20            | 17     | 14    | 13            | 12                 | 518    |

## Conseguenze
I socialisti si confermarono il primo partito nell'Europarlamento, incrementando notevolmente i propri seggi. L'unica novità nei gruppi parlamentari, fu la creazione del Gruppo Verde; in precedenza gli ambientalisti erano alleati con gli indipendentisti di centrosinistra del Gruppo Arcobaleno. I regionalisti ed i verdi, tuttavia, si riuniranno nella IV legislatura formando il I Verdi/Alleanza Libera Europea.
Presidente dell'Europarlamento venne eletto Enrique Barón Crespo (Gruppo Socialista, PSOE) per la prima metà della legislatura dal 1989 al 1992 ed Egon Klepsch (PPE, CDU), per la seconda metà dal 1992 al 1994.